# Beatrice Gumulya
Beatrice Gumulya (* 1. Januar 1991 in Jakarta) ist eine indonesische Tennisspielerin.

## Karriere
Gumulya begann im Alter von sieben Jahren mit dem Tennissport und ihr bevorzugter Spielbelag ist der Hartplatz. Sie spielt vorrangig auf dem ITF Women’s Circuit, wo sie bislang ein Turnier im Einzel und 15 im Doppel gewinnen konnte.
Ihr erstes Profimatch bestritt Gumulya im November 2005 beim Heimturnier in Jakarta. Für die Wismilak International 2006, einem Turnier der WTA Tour erhielt sie eine Wildcard, verlor aber ihr Erstrundenmatch gegen ihre Landsfrau Vivien Silfany mit 6:3, 1:6 und 3:6. Ende 2006 wurde sie das erste Mal in der Weltrangliste geführt. Im August 2008 konnte sie ihren bislang einzigen Sieg im Einzel beim Turnier in Jakarta verbuchen, sie schlug im Finale ihre Schwester Sandy Gumulya mit 6:1, 3:6 und 6:2. Bei den OEC Taipei WTA Ladies Open 2016 verlor sie ihr Auftaktmatch in der Qualifikation gegen Kyōka Okamura mit 4:6 und 2:6. Bei den Alya WTA Malaysian Open 2017 in Kuala Lumpur erhielt sie mit ihrer Partnerin Theiviya Selvarajoo eine Wildcard für das Hauptfeld im Doppel.
Im Collegetennis erreichte sie mit ihrer Partnerin Jessy Rompies das Viertelfinale der NCAA Division I Tennis Championships 2015.
Gumulya wurde erstmals 2016 für die Indonesische Billie-Jean-King-Cup-Mannschaft nominiert; ihre Billie-Jean-King-Cup-Bilanz weist bislang 11 Siege bei 13 Niederlagen aus.

## Turniersiege

### Einzel
| Nr. | Datum           | Turnier | Kategorie   | Belag     | Finalgegnerin | Ergebnis      |
| --- | --------------- | ------- | ----------- | --------- | ------------- | ------------- |
| 1.  | 10. August 2008 | Jakarta | ITF $10.000 | Hartplatz | Sandy Gumulya | 6:1, 3:6, 6:2 |

### Doppel
| Nr. | Datum              | Turnier    | Kategorie   | Belag             | Partnerin               | Finalgegnerinnen                         | Ergebnis           |
| --- | ------------------ | ---------- | ----------- | ----------------- | ----------------------- | ---------------------------------------- | ------------------ |
| 1.  | 18. Mai 2008       | Bulungan   | ITF $10.000 | Hartplatz (Halle) | Lutfiana Aris Budiharto | Hao Jie Lavinia Tananta                  | 7:5, 4:6, [11:9]   |
| 2.  | 10. Mai 2009       | Tarakan    | ITF $10.000 | Hartplatz (Halle) | Jessy Rompies           | Yurina Koshino Erika Sema                | 7:65, 6:74, [10:7] |
| 3.  | 9. August 2009     | Surakarta  | ITF $10.000 | Hartplatz         | Jessy Rompies           | Kanyapat Narattana Nungnadda Wannasuk    | 6:2, 6:2           |
| 4.  | 7. Juli 2013       | Surakarta  | ITF $10.000 | Hartplatz         | Jessy Rompies           | Aldila Sutjiadi Zhu Aiwen                | 6:2, 6:4           |
| 5.  | 27. September 2015 | Surakarta  | ITF $10.000 | Hartplatz         | Jessy Rompies           | Jawairiah Noordin Hervita Mediana        | 6:3, 7:5           |
| 6.  | 4. Oktober 2015    | Jakarta    | ITF $10.000 | Hartplatz         | Jessy Rompies           | Haine Ogata Dhruthi Tatachar Venugopal   | 6:4, 7:64          |
| 7.  | 9. Oktober 2016    | Tarakan    | ITF $10.000 | Hartplatz (Halle) | Jessy Rompies           | Kanika Vaidya Wang Danni                 | 6:3, 6:1           |
| 8.  | 16. Oktober 2016   | Jakarta    | ITF $10.000 | Hartplatz         | Jessy Rompies           | Chien Pei-ju Tomoko Dokei                | 6:0, 6:2           |
| 9.  | 18. Dezember 2016  | Pune       | ITF $25.000 | Hartplatz         | Ana Veselinović         | Kamonwan Buayam Katy Dunne               | 6:4, 6:3           |
| 10. | 14. Juli 2017      | Hua Hin    | ITF $15.000 | Hartplatz         | Jessy Rompies           | Nudnida Luangnam Varunya Wongteanchai    | 6:2, 6:1           |
| 11. | 4. August 2017     | Nonthaburi | ITF $15.000 | Hartplatz         | Jessy Rompies           | Tamachan Momkoonthod Pranjala Yadlapalli | 6:0, 7:65          |
| 12. | 14. Dezember 2018  | Pune       | ITF $25.000 | Hartplatz         | Ana Veselinović         | Sharon Fichman Walerija Sawinych         | 7:64, 1:6, [11:9]  |
| 13. | 11. Mai 2019       | Lu’an      | ITF $60.000 | Hartplatz         | You Xiaodi              | Mai Minokoshi Erika Sema                 | 6:1, 7:5           |
| 14. | 18. Mai 2019       | Singapur   | ITF $25.000 | Hartplatz         | Jessy Rompies           | Abigail Tere-Apisah Rutuja Bhosale       | 6:4, 0:6, [10:6]   |
| 15. | 2. November 2019   | Tyler      | ITF $75.000 | Hartplatz         | Jessy Rompies           | Hsu Chieh-yu Marcela Zacarías            | 6:2, 6:3           |